# Ikee Rikako
Ikee Rikako, 池江璃花子 (Tokió, 2000. július 4. –) japán úszónő. Hazájában az 50 méteres gyorsúszás és a 100 méteres pillangóúszás rekordere, valamint nagy medencében az 50 méteres gyors- és pillangóúszás junior világcsúcs birtokosa. A 2018-as Ázsia-játékokon rekordot jelentő hat aranyérmet nyert.

## Sportpályafutása
A szingapúri 2015-ös junior úszó-világbajnokságon 50 és 100 méteres pillangóúszásban aranyérmet nyert és korosztályos világcsúcsot úszott. 50 méteres gyorsúszásban ezüstérmes lett.
A Kazanyban rendezett 2015-ös úszó-világbajnokságon 50 méteres pillangóúszásban 19. helyen végzett. A 4 × 200 méteres gyorsváltóval döntőbe jutott csapattársaival és ott a 7. helyet szerezték meg.
A 2015-ös Világkupa-sorozat Tokióban rendezett állomásán 100 méteres pillangóúszásban 57,56-os idejével új országos rekordot úszott és a junior-világrekordot is megdöntötte.
2016 januárjában a tokiói Kitadzsima-kupán új országos rekordot ért el 100 méteres gyorsúszásban 53,99-es idejével. Áprilisban Ucsida Mike ezt a rekordját megdöntötte. Februárban 24,74-es idővel 50 méteres gyorsúszásban a országos csúcsot ért el, és megjavította a junior világrekordot is.
Az áprilisi olimpiai kvalifikációs versenyen saját országos rekordját javította meg 50 méteres pillangóúszásban 57,55-re. A 2016-os riói olimpián egyéniben 50, 100 és 200 méteres gyorsúszásban, valamint 100 méteres pillangóúszásban állt rajtkőre, valamint három váltószámban volt a japán csapat tagja.
100 méteres pillangóúszásban új országos rekordot ért el, bejutott a döntőbe, ott pedig a 6. helyet szerezte meg.
Az Indonéziában rendezett 2018-as Ázsia-játékokon rekordot jelentő hat aranyérmet nyert, valamint szerzett két ezüstérmet is.
Miután 2019-ben leukémiát diagnosztizáltak nála, és több mint tíz hónapot kórházban töltött, 2021 áprilisában az országos bajnokságon kiharcolta a koronavírus-járváy miatt egy évvel elhalasztott tokiói olimpián való részvétel jogát.

## Leukémia
2019 februárjában egy háromhetes ausztráliai edzőtáborozás során rosszul érezte magát, majd kivizsgálásokra hazájába utazott. 2019. február 12-én saját Twitter-csatornáján jelentette be, hogy szervezetében leukémiát diagnosztizáltak az orvosok.